# خانقاه

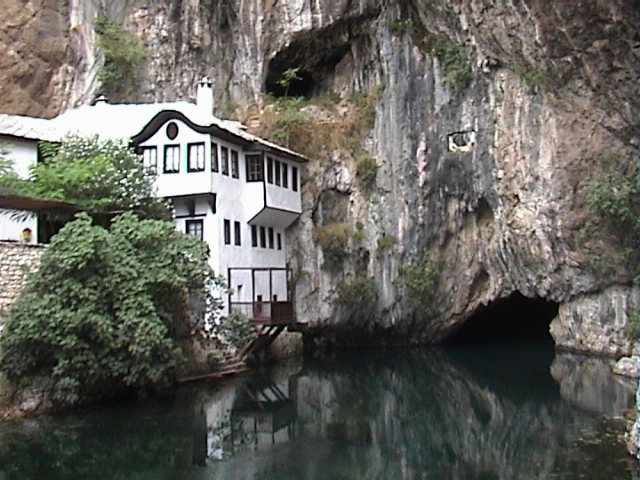

الخانقاه (معرب فارسية: خانگاه) هو المكان الذي ينقطع فيه المتصوف للعبادة، اقتضت وظيفتها أن يكون لها تخطيط خاص، فهي تجمع بين تخطيط المسجد والمدرسة ويضاف إلى هذين التخطيطين الغرف التي يختلي أو ينقطع بها المتصوف للعبادة والتي عرفت في العمارة الإسلامية باسم الخلاوي. في العصر المملوكي اطلقت كلمة خانقاه على المجموعات الدينية الكاملة للسلاطين مثل خانقاه السلطان بيبرس الجاشنكير ومسجد الأشرف برسباي وضريحه بقرافة المماليك.

يفصل المقريزي شرح الخوانك: 
| خانقاه | : الخوانك جمع خانكاه وهي كلمة فارسية تعني بيت الأكل وقيل أصلها خونقاه أى الموضع الذى يأكل فيه الملك... والخوانك نشأت في الإسلام في حدود القرن الرابع للهجرة وجعلت لتخلي الصوفية فيها لعبادة الله تعالى. أما في مصر فلم تظهر الخوانق إلا في القرن السادس الهجري وكانت العمارة الإسلامية قد بدأت ببناء المساجد والأربطة فالمدارس والمصليات والخوانق والأسبلة والتكايا | خانقاه |

## التسمية
الخانقة لفظ هجين من "خان النقاء"، حيث خان كلمة فارسية تعني بيت أو غرفة، والنقاء كلمة عربية تعني الصفاء.

## أشهر الخوانق
- مسجد الخانقاة (الزواية الصلاحية) وهو مسجد أثري يقع داخل أسوار البلدة القديمة لمدينة القدس، في حارة النصارى، بالقرب من كنيسة القيامة. أنشاها صلاح الدين الأيوبي إثر تحرير القدس من الفرنجة في سنة (583هـ/1187م). وبعد عامين، وقفها على الصوفية وقد بنى شيخ الخانقاه الصلاحية برهان الدين بن غانم مئذنة جميلة لها في سنة (840هـ/1436م). والخانقاه الصلاحية عبارة عن مجمع معماري متكامل، يتألف من مسجد وغرف للسكن ومرافق عامة. وتحفل سجلات محكمة القدس الشرعية بالحجج التي تتناول شؤونها الوقفية والإدارية والتعليمية، وشؤون موظفيها اليومية والاجتماعية.ومن ذلك وقفيتها التي تفيد وقف صلاح الدين الأيوبي حمام البطريك وبركته، وبركة ماملا وأراضي زراعية في البقعة، إضافة إلى مجموعة من الحواكير والدور والدكاكين، علاوة على وظائفها التي برز فيها عائلات مقدسية مشهورة مثل العلمي وعناية الله الغزي وبني غانم والمهندس. البناء يحوي على مسجد ومدرسة ومكان عام للجلوس وصالة للطعام وكان يحوي مكان للتدريب العسكري، فكانت الخانقاه مركزًا إسلاميًا مهم في مدينة القدس ومركز إشعاع حضاري في فلسطين وتعايش ديني نظرًا لقربه من كنيسة القيامة. يبلغ طول المسجد 20 متر وعرضه ستة أمتار.
- خانقاه سعيد السعداء أول خانقاه أنشئت في مصر وهي التي ينقطع فيها الشيخ للعبادة فترة غير قصيرة، ووقفها كان من الملوك الصالحين، ووقف وقفها بإذن النبى صلى الله عليه وسلم " تقع هذه الخانقاه بخط رحبة باب العيد من القاهرة كما يقول المقريزى: حي الجمالية الآن وكانت أول دار تعرف في عصر الدولة الفاطمية بدار سعيد السعداء، وهو كما يقول ابن ميسر، (بيان) ولقبه سعيد السعداء أحد الأستاذين المحنكين خدام قصر الخليفة المستنصر بالله الفاطمى. وكانت هذه الدار مقابل دار الوزارة فلما تولى الصالح طلائع الوزارة سكنها وفتح من دار الوزارة إليها سردابا تحت الأرض ليمر فيها. فلما استولى صلاح الدين الأيوبى على مصر وقف هذه الدار على الفقراء الصوفية الوافدين من البلاد النائية وذلك في سنة 569هـ وولى عليهم شيخا ووقف عليهم كثيرا من الأوقاف عقاريه بالقاهرة وزراعية بالبهنسا بالمنيا الآن وقد جاء في شرط الوقفية أن من مات من الصوفية وترك عشرين دينارا فما دونها كانت للفقراء ولا يتعرض لها الديوان السلطانى، ومن أراد منهم السفر يعطى تسفيرة ورتب للصوفية في كل يوم طعاما ولحما وخبزا وبنى لهم حماما بجوارهم، وهنا يقول المقريزى: فكانت أول خانقاه عملت بديار مصر وعرفت باسم (دويرة) الصوفية ونعت شيخها بشيخ الشيوخ
- خانقاه السلطان برقوق تقع بقرافة المماليك، أنشأها السلطان الملك الناصر أبو السعادات فرج بن برقوق فشرع في بنائها سنة 801 هجرية/ 1398- 1399م، في المكان الذي أوصى والده السلطان برقوق بدفنه به، وأتمها سنة 813 هجرية / 1411م، وساهم في بعض الأعمال التكميلية بها أخوه الملك المنصور عبد العزيز عندما ولى الملك لفترة قصيرة سنة 808 هجرية /1405م.وقد توفر في هذا المبنى من أغراض دينية وخيرية ما لم يتوفر في أي مبنى أثرى آخر، فقد اشتمل فضلا عن كونه خانقاه للصوفية على مسجد فسيح وتربتين لأسرة برقوق، وسبيلين وكتابين لتعليم القرآن الكريم.كما حوى من المميزات العمارية ما لم يحوه أي أثر آخر ففيه منارتان متماثلتان وسبيلان يعلوهما كتابان وقبتان كبيرتان تتوسطهما قبة ثالثة صغيرة أعلى المحراب.وتخطيطه عبارة عن صحن مكشوف تحيط به أربعة إيوانات أكبرها إيوان القبلة يقابله إيوان آخر مماثل له وأقل منه اتساعا ويتكون سقفاهما من قباب نصف كروية محمولة على عقود ترتكز على أعمدة حجرية مثمنة القطاع، أما الإيوانان الجانبيان فمتماثلان ومتساويان وتقوم خلفهما أبنية الخانقاه من خلاو وغرف علوية أعدت لإيواء الصوفية وطلاب العلم.
- «جامع وخانقاه علاء الدين البندقداري الصالحي البخمي» (683هـ)، والتي عرفت بالخانقاه البندقدارية.
- «مدرسة وخانقاه بيبرس الجاشنكير» (708هـ).
- جامع وتكية خانقاه الخالدية من مساجد العراق الأثرية ويعتبر من الجوامع القديمة في محافظة أربيل، ويقع في قلب المدينة ومقابلهُ مركز تجاري، وتبلغ مساحة الجامع 1218م2، ولقد أسسه وبناه الشيخ ملا هداية الله الأربيلي.
- جامع خانقاه الحموي وهو من مساجد العراق الأثرية والتراثية، ويقع في مركز السليمانية في شارع الحموي، ولقد شيد في عام 1309هـ/1891م، من قبل الحاج ملا محمد بن عثمان الملقب بالحموي ولقد طلب من السلطان العثماني عبد الحميد الثاني المساعدة في بناءه فوافق على ذلك وعمرهُ أحسن تعمير، ووسع بناؤه ولا يزال المسجد بيد أحفادهِ، وكان الملا محمد الحموي شاعراً وأديباً ولهُ دواوين شعر وتراجم من اللغة الفارسية إلى اللغتين الكردية والعربية، ولقد بقي مبنى حرم الجامع القديم على نفس طرازهِ الأثري القديم وتم بناء مدرسة فيه عبارة عن خمس قاعات للتدريس باسم (مدرسة الحموي للعلوم الدينية).
- مسجد خانقاه الحاج ملا علي وهو من تكايا ومساجد السليمانية التراثية القديمة الواقعة في شمال العراق ويقع في منطقة سرشقام، وتقام فيهِ الصلوات الخمس، ولقد شيدهُ الحاج ملا عثمان عام 1261هـ/1845م، في عهد الدولة العثمانية، والمسجد واسع المساحة حيث تبلغ مساحته الكلية حوالي 1700م2، وتعلو المسجد منارتان مبنيتان وفق الطراز المعماري الإسلامي من الطابوق ويحتوي على غرفة تحتوي على عدة قبور، وفي فناءه ساحة واسعة.